# Herbert Puchert
Herbert Puchert (* 2. April 1914 in Grunewald, Kreis Guben; † 31. Dezember 1997) war ein deutscher Politiker (SED). Er war Vorsitzender des Rates des Bezirkes Potsdam.

## Leben
Puchert, Sohn eines Hutarbeiters und einer Tucharbeiterin, besuchte die Volksschule und absolvierte von 1928 bis 1932 eine Lehre zum Dreher. Von 1932 bis 1935 arbeitete er als Dreher in Guben, unterbrochen durch das Jahr beim Reichsarbeitsdienst (1933/1934). Von 1935 bis 1945 diente Puchert bei der Wehrmacht, zuletzt als Oberwachtmeister im Perleberger Artillerieregiment Nr. 39. Er geriet 1945 in sowjetische Kriegsgefangenschaft, in der er bis 1949 verblieb. Während dieser Zeit arbeitete er in einem Torflager sowie im Schachtlager Stalinogorsk und besuchte 1949 die Antifa-Zentralschule 20/40 in Ogre bei Riga.
Nach seiner Rückkehr nach Deutschland 1949 trat er der Sozialistischen Einheitspartei Deutschlands (SED) bei und wurde mit dem Aufbau der Abteilung Organisationsinstrukteure in der SED-Kreisleitung Guben betraut. Im Jahr 1951 wurde er zum Zweiten Sekretär der SED-Kreisleitung Teltow gewählt, von 1952 bis 1954 war er Erster Sekretär der SED-Kreisleitung Zossen. Von 1954 bis 1955 besuchte er einen Einjahreslehrgang an der Parteihochschule „Karl Marx“. Anschließend war er von 1955 bis 1958 Erster Sekretär der SED-Kreisleitung Jüterbog. Nachdem er 1958/59 kurzzeitig Leiter der Abteilung Landwirtschaft beim Rat des Bezirkes Potsdam war, fungierte er von 1959 bis 1962 als Erster Sekretär der SED-Kreisleitung Potsdam-Stadt. Von Dezember 1962 bis 3. Juni 1971 wirkte er als Vorsitzender des Rates des Bezirkes Potsdam. Gleichzeitig war Puchert Mitglied der SED-Bezirksleitung und bis 23. Mai 1971 seines Sekretariats. Er war Abgeordneter des Bezirkstages und Leiter der Zivilverteidigung des Bezirkes Potsdam. Vom 23. Mai 1971 bis 22. Februar 1981 war er Vorsitzender der Bezirksrevisionskommission Potsdam der SED. Puchert trat 1981 in den Ruhestand.

## Auszeichnungen
- Vaterländischer Verdienstorden in Bronze (1959), in Silber (1974) und zweimal in Gold (1979 und 1989)